# Кіліноччі

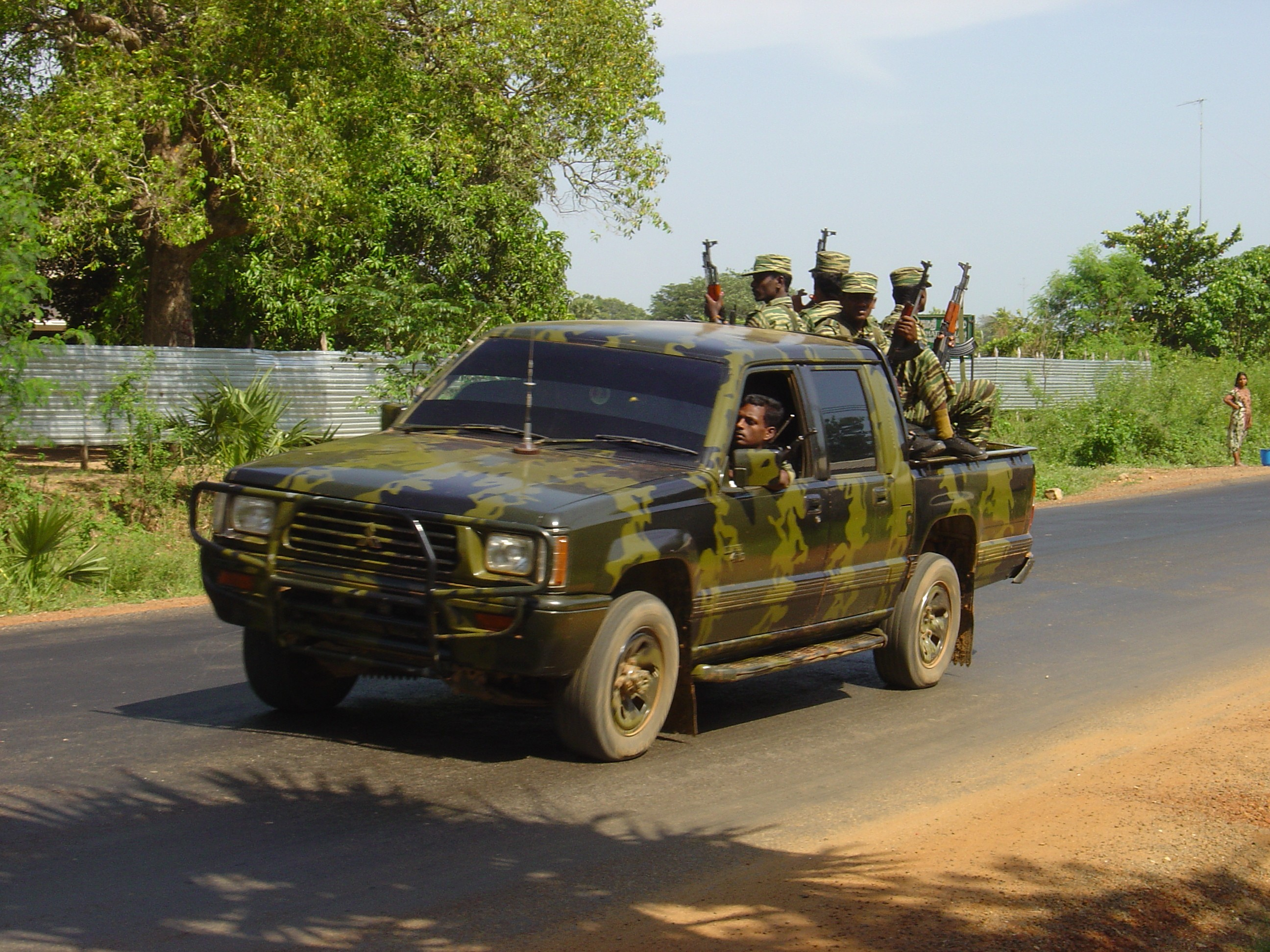
"Тамільські тигри" в Кіліноччі, 2004

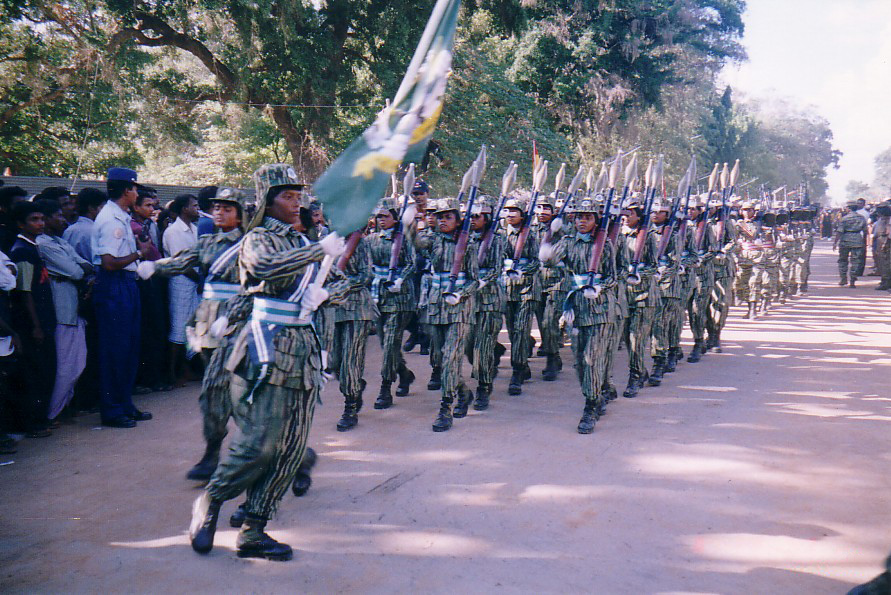
Парад жіночих підрозділів сепаратистів, 2002

Кіліноччі, Kilinochchi (там. கிளிநொச்சி, синг. කිලිනොච්චිය) — невелике місто в районі Кіліноччі на півночі Шрі-Ланки, входить до складу Північної провінції. 

## Столиця Таміл-Іламу
Місто з 1990 р було адміністративним центром й згодом столицею невизнаної держави Таміл-Ілам, відвойовану сепаратистською організацією Тигри визволення Таміл-Іламу.
Під контролем "Тигрів вмзволення" перебувало з перервою в 1996-1998, коли воно переходило з рук в руки, до 2 січня 2009 року, коли було повернене під контроль центрального уряду.